# Agrihan
Agrihan is een Oceanisch eiland, onderdeel van de regio Micronesië. Staatkundig gezien is het eiland een onderdeel van het Amerikaanse gebiedsdeel Noordelijke Marianen in de Grote Oceaan. Het is een van de toppen van vijftien vulkanische bergen die de eilandengroep de Marianen vormen. Agrihan ligt ten noorden van het eiland Pagan en ten zuiden van het eiland Asuncion. De laatste uitbarsting van de vulkaan was op 9 april 1917.
Agrihan heeft een oppervlakte van 47,4 km² en het hoogste punt is 965 m.

## Flora en fauna
Er komt slechts één zoogdier voor, de vleermuis Pteropus mariannus.